# Dorothy Dearing
Dorothy Dearing (Parachute, 17 aprile 1913 – Beverly Hills, 19 aprile 1965) è stata un'attrice e ballerina statunitense.

## Biografia
Nata a Parachute, in Colorado, nel 1913, la famiglia si trasferì pochi anni dopo ad Alhambra, in California, dove il padre morì nel 1925. Dorothy, come il fratello maggiore, dovette mettersi a lavorare e nel 1929 divenne un'insegnante di danza. Trasferitasi con la madre a Los Angeles, città che offriva molte più opportunità di lavoro, fu di giorno un'impiegata e di sera una ballerina, finché nel 1933 riuscì a ottenere un contratto con la 20th Century Fox.
In dieci anni partecipò a quasi trenta film, recitando piccole parti. Ebbe ruoli appena più impegnativi in Up the River (1938), in Siamo fatti così (1939) con Loretta Young, in Free, Blonde and 21 e Girl in 313, entrambi di Ricardo Cortez, e in The Great Profile (1940) con John Barrymore. Con un'apparizione nel film di guerra Sparvieri di fuoco, con Gene Tierney, concluse la sua esperienza cinematografica nel 1942.
Si dedicò all'importazione di prodotti messicani e nel 1946 sposò Roland Drew (1900-1988), un attore che lasciò a sua volta il cinema e divenne un creatore di moda di un certo successo. Nel 1947 ebbero il figlio Damon. Dorothy Dearing morì nel 1965, a 52 anni, per alcolismo. È sepolta accanto al marito nel Valhalla Memorial Park di Hollywood.

## Filmografia parziale

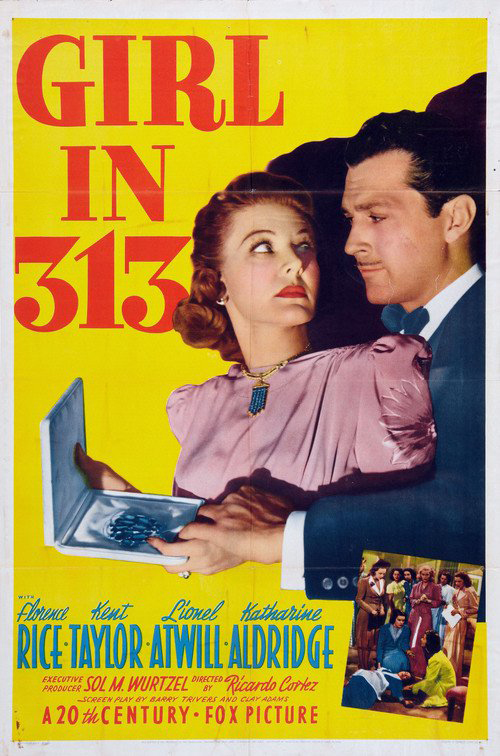
Poster del film Girl in 313

- La danza di Venere (Dancing Lady), regia di Robert Z. Leonard (1933)
- Abbasso le bionde (Redheads on Parade), regia di Norman Z. McLeod (1935)
- Collegio femminile (Girls' Dormitory), regia di Irving Cummings (1936)
- La grande strada bianca (Alexander's Ragtime Band), regia di Henry King (1938)
- Up the River, regia di Alfred L. Werker (1938)
- Siamo fatti così (Wife, Husband and Friend), regia di Gregory Ratoff (1939)
- I ribelli del porto (Little Old New York), regia di Henry King (1940)
- Girl in 313, regia di Ricardo Cortez (1940)
- The Great Profile, regia di Walter Lang (1940)
- Una notte a Rio (That Night in Rio), regia di Irving Cummings (1941)
- Addio Broadway! (The Great American Broadcast), regia di Archie Mayo (1941)
- Appuntamento a Miami (Moon Over Miami), regia di Walter Lang (1941)
- We Go Fast, regia di William C. McGann (1941)
- Situazione pericolosa (I Wake Up Screaming), regia di H. Bruce Humberstone (1941)
- Follie di New York (My Gal Sal), regia di Irving Cummings (1942)
- Sparvieri di fuoco (Thunder Birds: Soldiers of the Air), regia di William A. Wellman (1942)